# Spangle (Washington)
Spangle je grad u američkoj saveznoj državi Washington. Prema popisu stanovništva iz 2010. u njemu je živjelo 278 stanovnika.